# تستسه
تسِتسِه (به مجاری:  Cece) یک منطقهٔ مسکونی در مجارستان است که در ناحیه شاربوگارد واقع شده‌است. تستسه ۵۸٫۸۴ کیلومتر مربع مساحت و ۲٬۸۲۱ نفر جمعیت دارد.